# Turkse tortel
De Turkse tortel (Streptopelia decaocto) is een duif die in Noordwest-Europa vrij algemeen voorkomt.

## Kenmerken
De vogel heeft een licht beige-grijs verenkleed, met een zwart-witte nekband en een contrasterende zwarte iris. De snavel is relatief kort en de poten zijn leverkleurig. In de vlucht vallen de lichte vleugelpartijen en buitenste staartpennen op. De staart is van onderen voor de helft wit. Het verenkleed is bij beide geslachten gelijk. De lichaamslengte bedraagt 31 tot 34 cm en het gewicht 150 tot 250 gram. De dieren kunnen ongeveer 15 jaar oud worden.

## Voedsel
Het voedsel bestaat voornamelijk uit zaden, rupsen, torren en kleine vruchten.

## Verspreiding en leefgebied
De Turkse tortel is sinds 1900 vanuit de Balkan West-Europa binnengetrokken. Het eerste geregistreerde broedgeval in Nederland was in 1950, bij Oldebroek. In België dateert het eerste vastgestelde broedgeval van 1955, bij Knokke. Het is een vogel die zich vaak in de buurt van mensen ophoudt, het is een cultuurvolger. Hij komt vaak voor bij graansilo's en op plaatsen waar hoenders worden gehouden. In Nederland werden er rond de laatste eeuwwisseling honderdduizend paren geteld. 
In de Verenigde Staten is de Turkse tortel in de staat Florida geïntroduceerd, van daar uit zijn tweeëntwintig andere staten bevolkt.

## Voortplanting
De vogel kent een lang voortplantingsseizoen, hij kan zelfs 's winters broedend worden aangetroffen. Doordat tot vijf broedsels per jaar kunnen worden voortgebracht is snelle uitbreiding van een populatie mogelijk. Jongen uit een eerste legsel doen een paar maanden later zelf alweer mee aan de voortplanting. Er zijn weinig vogels in staat zich zo snel te vermenigvuldigen.
Het eenvoudige nest bestaat uit losse takjes die in elkaar gestoken een 'platje' vormen. In dat nest worden steeds twee eieren gelegd. Een ei is uitgebroed in 14-18 dagen en de jongen kunnen na 15-19 dagen uitvliegen.
De jongen worden op het nest intensief beschermd doordat een ouder er lang (boven)op blijft zitten. De jongen hebben in hun nek nog geen zwarte ring. Eenmaal uitgevlogen beginnen de jongen zelf eten te zoeken. Een week later maken de ouders zich alweer op voor het volgende broedsel.

## Status
De grootte van de populatie is in 2015 geschat op 40-75 miljoen volwassen vogels. Op de Rode lijst van de IUCN heeft deze soort de status niet bedreigd.

## Afbeeldingen

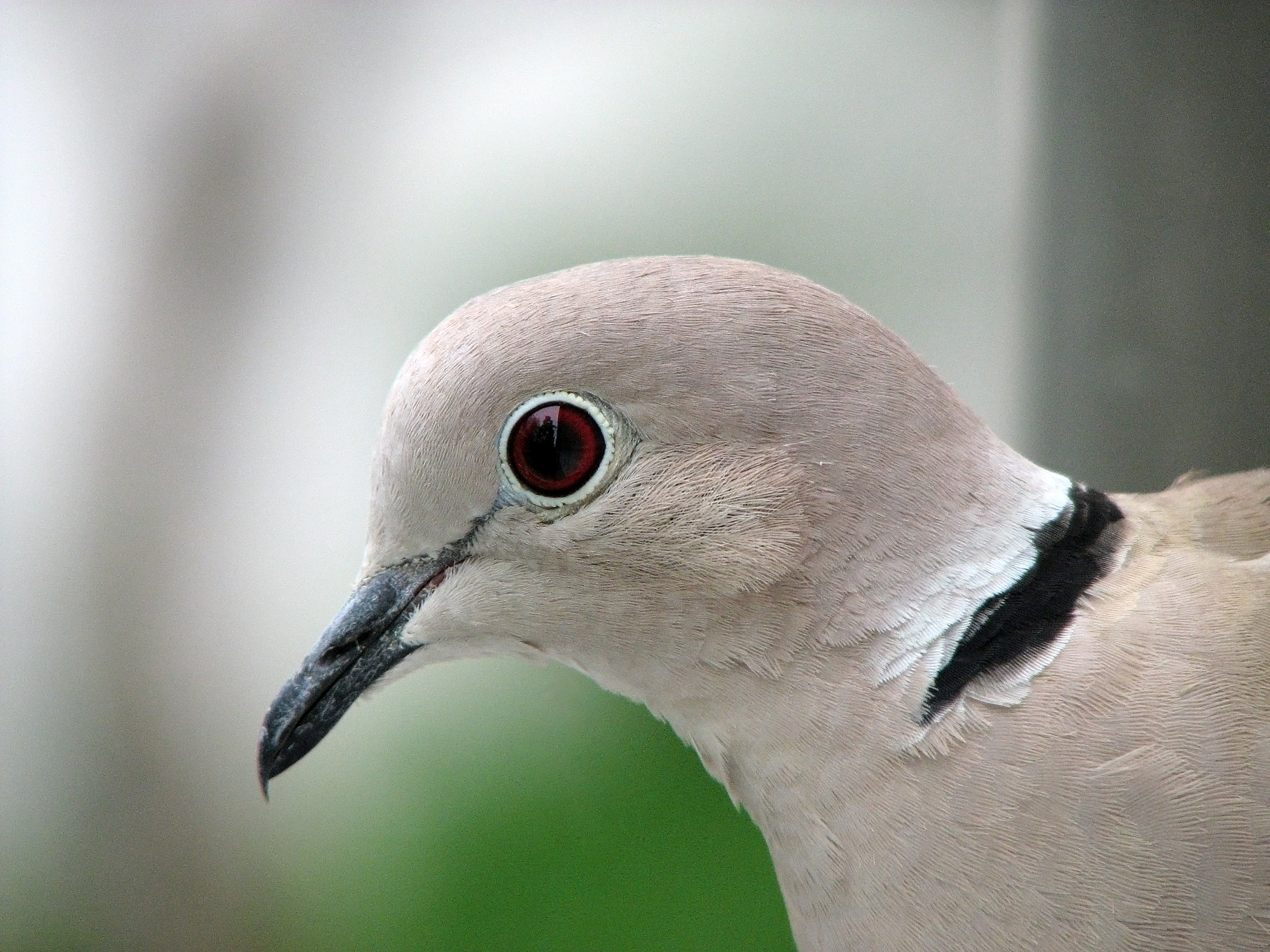
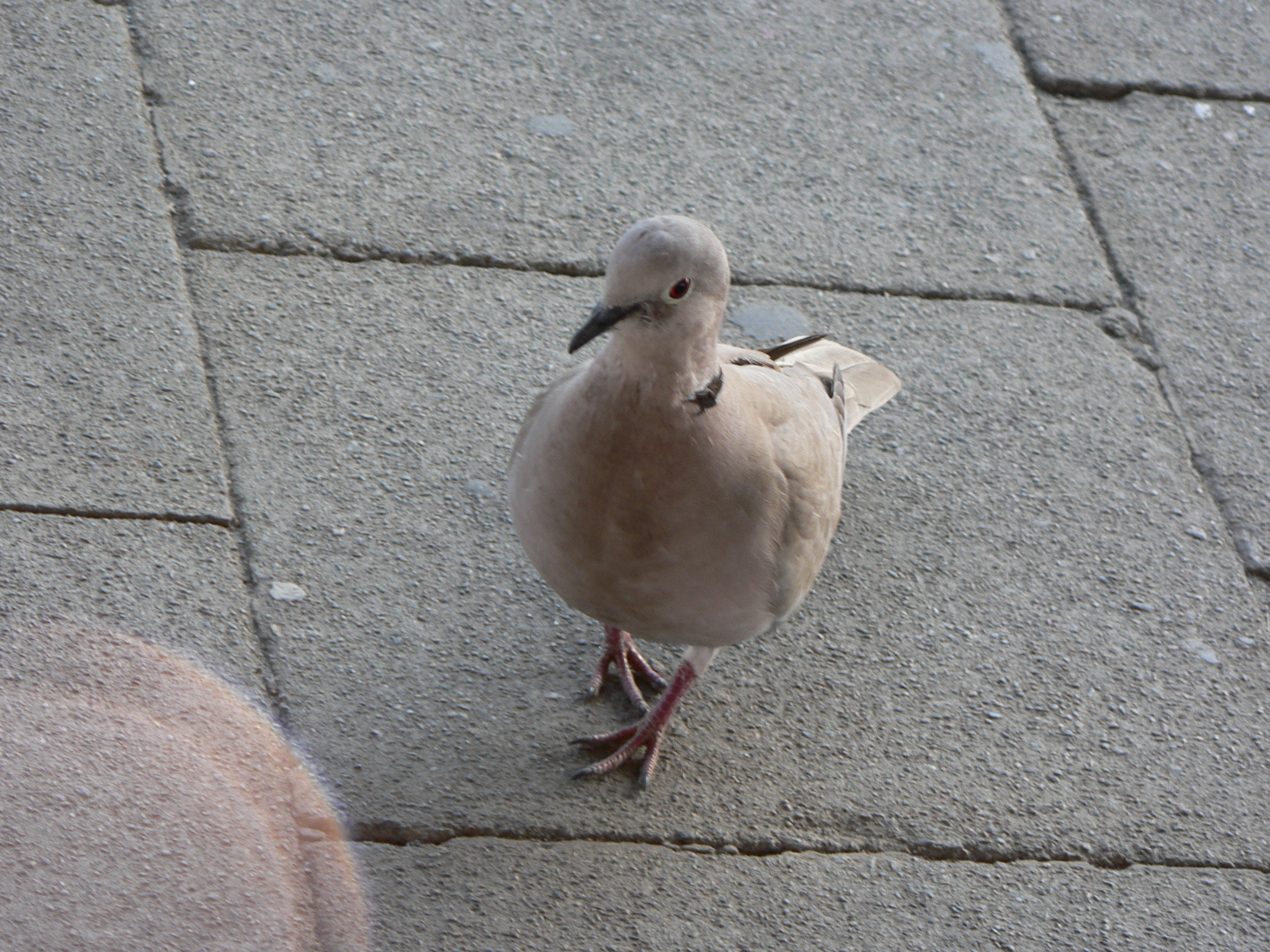
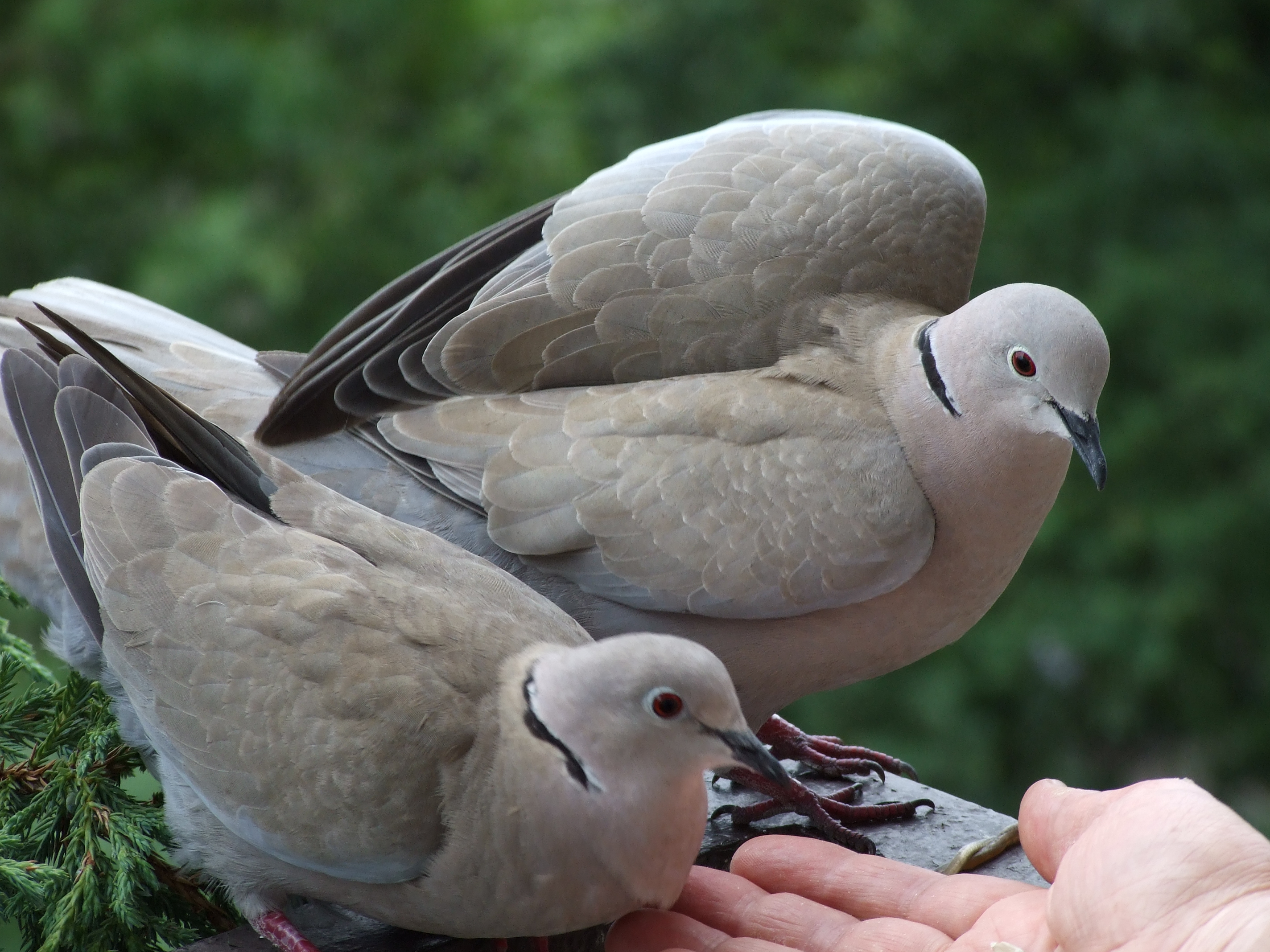
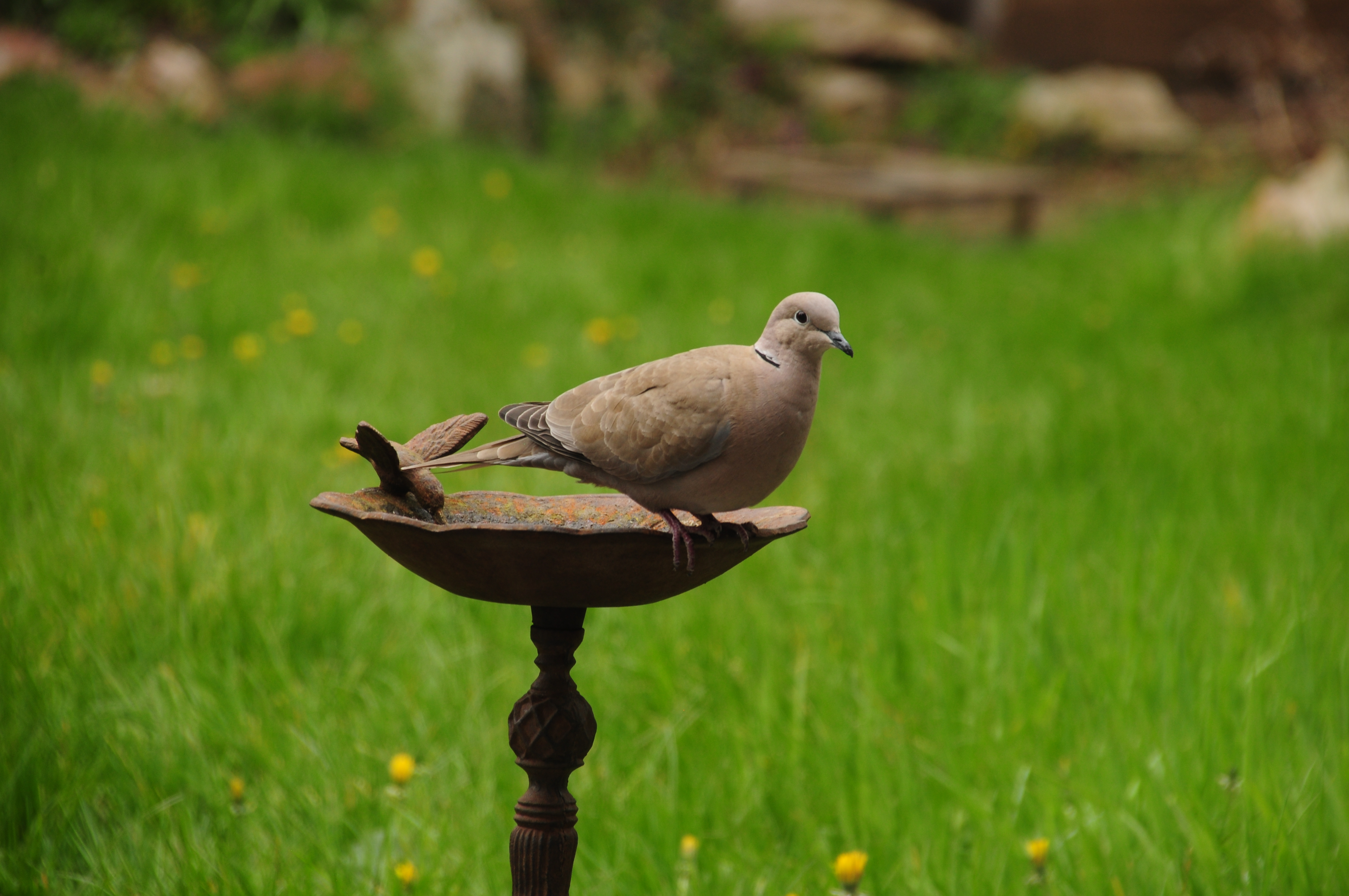
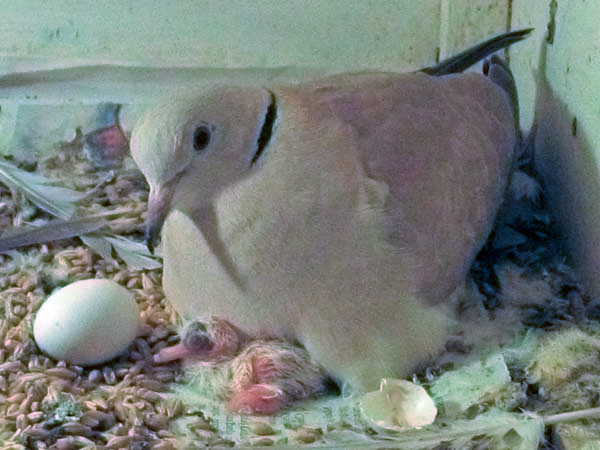
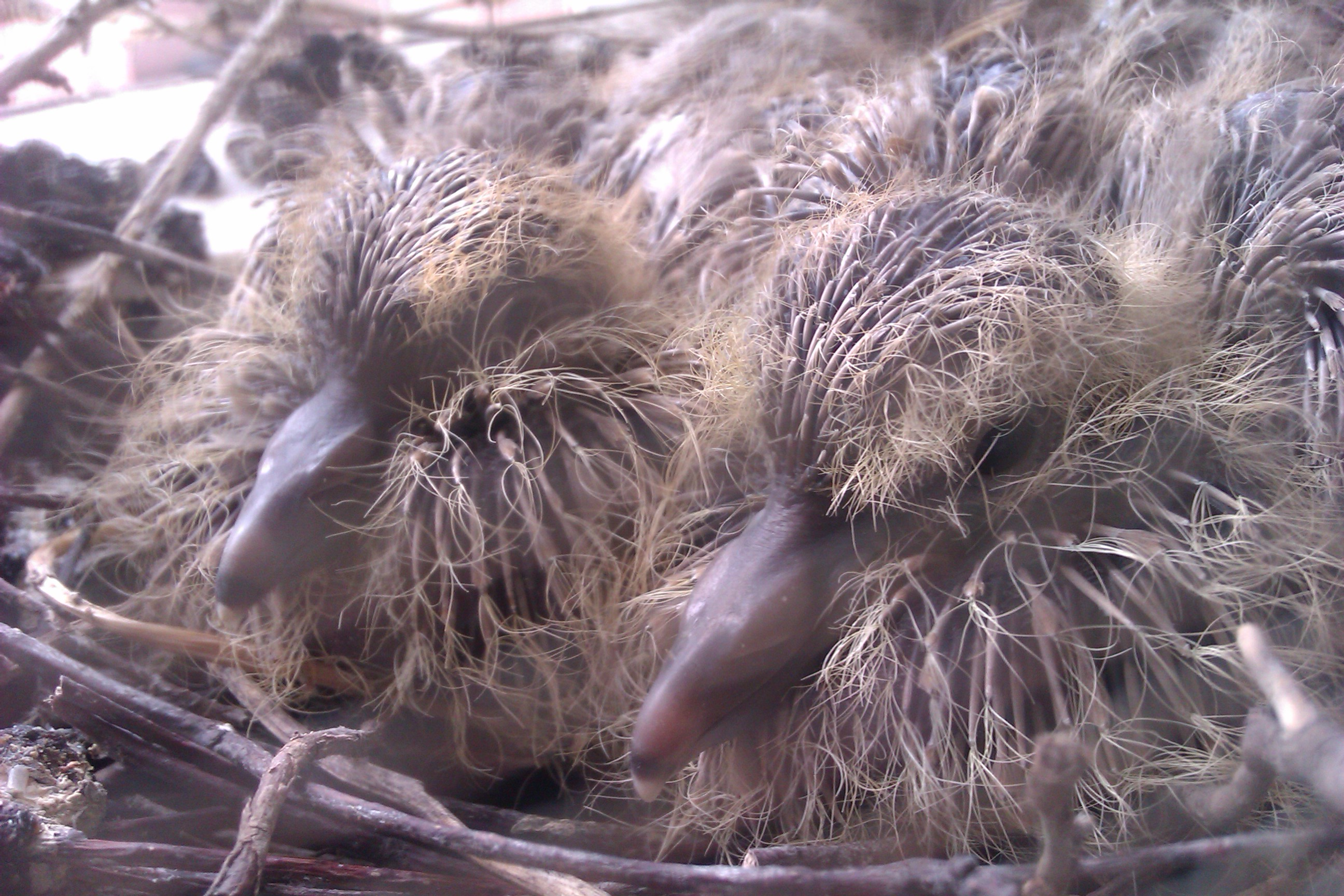
Jongen van een Turkse tortel, nog geen week uit het ei
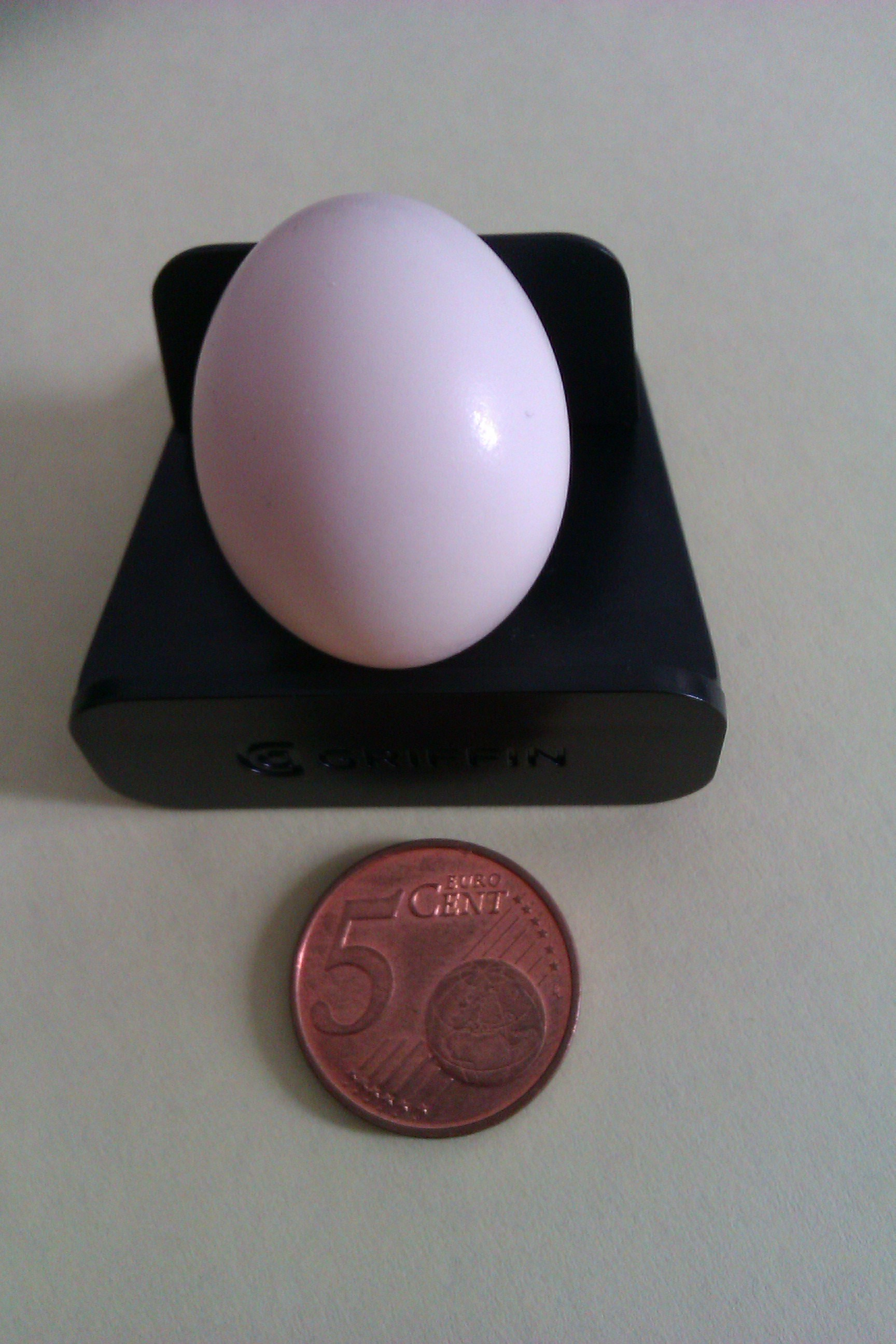
Vergelijking van de grootte van een ei met een 5 centstuk